# Gustaw (landgraf Hesji-Homburg)
Gustaw (niem. Gustav Adolf Friedrich Landgraf von Hessen-Homburg) (ur. 17 lutego 1781 w Homburgu, zm. 8 września 1848 tamże) – landgraf Hesji-Homburg (od 1846), generał kawalerii Armii Cesarstwa Austriackiego.

## Życiorys
Gustaw był szóstym synem landgrafa Hesji-Homburg Fryderyka V i Karoliny, córki landgrafa Hesji-Darmstadt Ludwika IX. 
Początkowo służył w wojsku szwedzkim, w 1801 r. przeszedł na służbę austriacką. W 1805 r. walczył we Włoszech. W 1809 r. uczestniczył w bitwach pod Aspern i pod Wagram, w 1812 r. był członkiem austriackiego korpusu posiłkowego wspierającego Napoleona podczas kampanii rosyjskiej, gdzie zasłużył sobie na odznaczenie krzyżem rycerskim orderu Marii Teresy. 6 czerwca 1813 został mianowany na stopień generała majora. Uczestniczył w bitwie pod Lipskiem.
W 1826 był brygadierem w Siedmiogrodzie z siedzibą w Mediaș. 4 sierpnia 1826 został mianowany na stopień marszałka polnego porucznika. W 1827 r. urlopowany. 11 czerwca 1841 został mianowany na stopień generała kawalerii. W 1842 r. odznaczony krzyżem wielkim orderu św. Stefana. W 1846 r., po śmierci starszego brata Filipa objął dziedzictwo w Hesji-Homburgu. Krótko potem zmarł. 
Gustaw był żonaty z Luizą Fryderyką (1798–1858), córką Fryderyka następcy tronu Anhalt-Dessau. Gustaw i Luiza Fryderyka mieli troje dzieci:
- Karolina (1819–1872), żona księcia Reuss Henryka XX,
- Elżbieta (1823–1864),
- Fryderyk (1830–1848).

Ponieważ jedyny syn zmarł krótko przed śmiercią Gustawa, następcą tronu w Homburgu został młodszy brat Gustawa, Ferdynand.

## Odznaczenia
Odznaczenia landgrafa Hesji-Homburg to między innymi:
- Krzyż Wielki Orderu Ludwika (Hesja)
- Krzyż Wielki Orderu Lwa Złotego (Hesja)
- Krzyż Wielki Orderu Świętego Stefana (Austria)
- Kawaler Orderu Marii Teresy (Austria)
- Order Orła Czarnego (Prusy)
- Krzyż Wielki Orderu Gwelfów (Hanower)
- Krzyż Wielki Orderu Alberta Niedźwiedzia (Anhalt)